# Espagne aux Jeux olympiques d'hiver de 1992
L'Espagne  participe aux Jeux olympiques d'hiver de 1992 à Albertville du 8 au 23 février 1992. Il s'agit de sa 13e participation à des Jeux olympiques d'hiver. Blanca Fernández Ochoa, porte-drapeau de la délégation espagnole lors de la cérémonie d'ouverture, remporte la médaille de bronze dans l'épreuve du slalom, obtenant ainsi la deuxième médaille de son pays dans l'histoire des Jeux olympiques d'hiver.

## Médaille obtenue
| Sport                  | Discipline    | Athlète(s)             |
| Médaille de bronze : 1 |               |                        |
| Ski alpin              | Slalom femmes | Blanca Fernández Ochoa |

| Sport     | Médaille d'or, Jeux olympiques | Médaille d'argent, Jeux olympiques | Médaille de bronze, Jeux olympiques | Total |
| --------- | ------------------------------ | ---------------------------------- | ----------------------------------- | ----- |
| Ski alpin | 0                              | 0                                  | 1                                   | 1     |
| Total     | 0                              | 0                                  | 1                                   | 1     |

## Compétitions

### Luge
L'Espagne aligne Pablo García dans l'épreuve de luge.

### Ski acrobatique
José Rojas et Rafael Herrero participent au ski de bosses.

### Ski alpin
Ricardo Campo, Abraham Fernández, Ovidio García, Jorge Pujol, Vicente Tomas et Xavier Ubeira sont les représentants espagnols en ski alpin.
Emma Bosch, Silvia del Rincon, Blanca Fernández Ochoa et Ainhoa Ibarra sont les représentantes espagnoles.

### Ski de fond
Antonio Cascos, Jordi Ribó, Carlos Vicente et Juan Jesús Gutiérrez participent aux Jeux olympiques aux épreuves individuelles ainsi qu'au relais de ski de fond pour l'Espagne.